# Cờ vua tại Đại hội Thể thao Đông Nam Á 2021
Cờ vua là một trong 40 môn thể thao trong chương trình thi đấu Đại hội Thể thao Đông Nam Á 2021 được tổ chức tại Quảng Ninh từ ngày 9 đến 21 tháng 5 năm 2022 gồm 10 bộ huy chương ở các nội dung: cá nhân nam, cá nhân nữ cờ tiêu chuẩn, cờ nhanh và cờ chớp; đồng đội nam, động đội nữ cờ nhanh và cờ chớp. Cờ vua tại Đại hội Thể thao Đông Nam Á 2021 là một trong những kỳ đại hội có nhiều bộ huy chương nhất tính đến năm 2022.

## Thể thức
Mỗi quốc gia được cử tối đa 10 vận động viên, trong đó mỗi nội dung không vượt quá 2 vận động viên. Thời gian thi đấu cho mỗi bên: cờ tiêu chuẩn 90 phút + 30 giây, cờ nhanh 15 phút + 10 giây và cờ chớp 3 phút + 2 giây.

## Lịch thi đấu
| Ngày       | Buổi sáng                   | Buổi chiều                  |
| ---------- | --------------------------- | --------------------------- |
| 09 tháng 5 | —                           | Họp kỹ thuật                |
| 10 tháng 5 | Ván 1 cá nhân cờ tiêu chuẩn | Ván 2 cá nhân cờ tiêu chuẩn |
| 11 tháng 5 | Ván 3 cá nhân cờ tiêu chuẩn | Ván 4 cá nhân cờ tiêu chuẩn |
| 12 tháng 5 | —                           | Lễ khai mạc                 |
| 13 tháng 5 | Ván 5 cá nhân cờ tiêu chuẩn | Ván 6 cá nhân cờ tiêu chuẩn |
| 14 tháng 5 | Ván 7 cá nhân cờ tiêu chuẩn | Ván 8 cá nhân cờ tiêu chuẩn |
| 15 tháng 5 | Ván 9 cá nhân cờ tiêu chuẩn | —                           |
| 16 tháng 5 | Ván 1-3 cá nhân cờ nhanh    | Ván 4-6 cá nhân cờ nhanh    |
| 17 tháng 5 | Ván 7-9 cá nhân cờ nhanh    | —                           |
| 18 tháng 5 | Ván 1-3 đồng đội cờ nhanh   | Ván 4-6 đồng đội cờ nhanh   |
| 19 tháng 5 | Ván 7-9 đồng đội cờ nhanh   | —                           |
| 20 tháng 5 | Ván 1-7 cá nhân cờ chớp     | —                           |
| 21 tháng 5 | Ván 1-7 đồng đội cờ chớp    | —                           |
| 23 tháng 5 | —                           | Lễ bế mạc                   |

## Bảng tổng sắp huy chương
| Hạng               | Đoàn               | Vàng | Bạc | Đồng | Tổng số |
| ------------------ | ------------------ | ---- | --- | ---- | ------- |
| 1                  | Việt Nam           | 7    | 2   | 3    | 12      |
| 2                  | Indonesia          | 3    | 4   | 4    | 11      |
| 3                  | Philippines        | 0    | 2   | 3    | 5       |
| 3                  | Singapore          | 0    | 2   | 3    | 5       |
| 5                  | Malaysia           | 0    | 0   | 2    | 2       |
| 6                  | Thái Lan           | 0    | 0   | 1    | 1       |
| Tổng số (6 đơn vị) | Tổng số (6 đơn vị) | 10   | 10  | 16   | 36      |

## Danh sách huy chương

### Nam
| Nội dung              | Vàng                                      | Bạc                                                | Đồng |
| --------------------- | ----------------------------------------- | -------------------------------------------------- | --- |
| Cá nhân cờ tiêu chuẩn | Nguyễn Ngọc Trường Sơn · Việt Nam         | Mohamad Ervan · Indonesia                          | Tin Jingyao · Singapore                                                                                                 |
| Cá nhân cờ nhanh      | Lê Tuấn Minh · Việt Nam                   | Lê Quang Liêm · Việt Nam                           | Susanto Megaranto · Indonesia                                                                                           |
| Cá nhân cờ chớp       | Nguyễn Ngọc Trường Sơn · Việt Nam         | Tin Jingyao · Singapore                            | Susanto Megaranto · Indonesia · Azarya Jodi Setyaki · Indonesia                                                         |
| Đồng đội cờ nhanh     | Việt Nam · Lê Quang Liêm · Lê Tuấn Minh   | Indonesia · Susanto Megaranto · Muhammad Lutfi Ali | Philippines · Daniel Quizon Maravilla · Jan Emmanuel Garcia Encarnacion                                                 |
| Đồng đội cờ chớp      | Việt Nam · Lê Quang Liêm · Trần Tuấn Minh | Philippines · Paulo Bersamina · Darwin Laylo       | Indonesia · Novendra Priasmoro · Yoseph Theolifus Taher · Thái Lan · Thanadon Kulpruethanon · Tinnakrit Arunnuntapanich |

### Nữ
| Nội dung              | Vàng                                                           | Bạc                                                   | Đồng |
| --------------------- | -------------------------------------------------------------- | ----------------------------------------------------- | --- |
| Cá nhân cờ tiêu chuẩn | Dewi Ardhiani Anastasia Citra · Indonesia                      | Irene Kharisma Sukandar · Indonesia                   | Hoàng Thị Bảo Trâm · Việt Nam                                                                                                  |
| Cá nhân cờ nhanh      | Phạm Lê Thảo Nguyên · Việt Nam                                 | Chelsie Monica Ignesias Sihite · Indonesia            | Janelle Mae Frayna · Philippines · Qianyun Gong · Singapore                                                                    |
| Cá nhân cờ chớp       | Phạm Lê Thảo Nguyên · Việt Nam                                 | Gong Qianyun · Singapore                              | Bạch Ngọc Thùy Dương · Việt Nam · Jia Ru Sim · Malaysia                                                                        |
| Đồng đội cờ nhanh     | Indonesia · Chelsie Monica Ignesias Sihite · Ummi Fisabilillah | Philippines · Janelle Mae Frayna · Shania Mae Mendoza | Malaysia · Puteri Rifqah Fahada Azhar · Puteri Munajjah Az-Zahraa Azhar · Việt Nam · Phạm Lê Thảo Nguyên · Nguyễn Thị Mai Hưng |
| Đồng đội cờ chớp      | Indonesia · Medina Warda Aulia · Ummi Fisabilillah             | Việt Nam · Phạm Lê Thảo Nguyên · Võ Thị Kim Phụng     | Philippines · Janelle Mae Frayna · Marie Antoinette San Diego                                                                  |